# AhnLab
AhnLab, Inc. – południowokoreańskie przedsiębiorstwo specjalizujące się w produkcji oprogramowania zabezpieczającego. Zostało założone w 1995 r. z siedzibą w Seulu.